# Peter Wilhelm von Hohenthal
Peter Wilhelm Graf von Hohenthal (Pseudonym: Friedrich Heinse) (* 20. März 1799 in Dresden; † 14. Oktober 1859 in Leipzig) war ein deutscher Reichsgraf, Jurist, Schriftsteller und Übersetzer.

## Leben
Er war der Sohn aus der ersten Ehe von Peter Carl Wilhelm Graf von Hohenthal mit Christiane Sophie geb von Watzdorff (1759–1814). An der Universität Leipzig studierte er ab 1815 und verteidigte seine Disputation 1819. Danach war er bei der sächsischen Landesregierung als Jurist tätig, 1823 wurde er dort zum geheimen Referendar ernannt. Außerdem war er auch als Autor tätig. Er besaß u. a. die Rittergüter Großstädteln und Probstdeuben.

## Familie
Peter von Hohenthal ehelichte am 13. August 1828 in Großstädteln die Sängerin Elise, geb. Erhardt. Ihre Tochter Wilhelmine (* 7. August 1829; † nach 1863) heiratete am 25. Januar 1849 Emil Hermann Freiherr Cerrini de Monte Varchi (* 21. März 1822; † 22. Dezember 1888), Sohn des Clemens Cerrini de Monte Varchi und königlich-sächsischer Lieutenant a. D. Ein weiterer Sohn Adolph (* 20. Februar 1829) verstarb noch im Kindesalter im März 1832 in Dresden.

## Schriften (Auswahl)
- Examen quaestionis, utrum administrator iurisdictionis patrimonialis munere suo sine caussae cognitione recte privetur iis, quae super ea re in comitiis Saxonicis a. 1835. disputata sunt adcommodatum. Leipzig 1819.
- Blick auf Sachsen und seine ständische Verfassung im Jahre 1830. Leipzig 1831.
- Betrachtungen über die Verfassung Polens, und über deren vorgeschlagene Umbildung im April 1772, von Jean Jacques Rousseau geschrieben. übersetzt von Wilhelm Grafen von Hohenthal. Leipzig, 1831.
- Gedanken, die Parität der Rechte zwischen den katholischen und nicht katholischen Unterthanen der deutschen Bundesstaaten betreffend. Leipzig 1831.
- Das Naturrecht in seinen wissenschaftlichen Grundzügen. Leipzig 1833.
- Nicolaus Machiavell, geschildert nach Ginguenée und Artaud, von W. Grafen von Hohenthal-Städteln. Leipzig 1837.
- De Vincentio Ferrerio Confessore, S. S. Theol. doctore, Homileta Apostolico, Sacri Palatii Magistro, Inter Pontifices, Inter Regni Arragonum Competitores Et In Synodo Constantiensi Arbitro, Divis Adscripto Prolusiuncula. Leipzig 1839.

Unter dem Pseudonym Friedrich Heinse:
- [Reise- und Lebens-Skizzen: nebst dramaturgischen Blättern], 2 Bände Leipzig 1837 und 1839.